# Франко Фонтана
Франко Фонтана (9 грудня 1933) — італійський фотограф. Отримав світове визнання завдяки яскравим мінімалістичним пейзажам.

## Біографія
Франко Фонтана народився 9 грудня 1933 року в Модені, Італія. Творчий шлях майбутнього митця почався в 1961 році, і уже за кілька років відбулися перші виставки його робіт у Відні, Турині та Модені.